# Caudron C.61
Die Caudron C.61 war ein dreimotoriges, als Doppeldecker ausgelegtes Verkehrsflugzeug des französischen Herstellers Société des avions Caudron. Es konnte neben zwei Piloten bis zu acht Passagiere aufnehmen. Der Erstflug fand 1921 statt.

## Konstruktion
Der Rumpf und die Tragflächen der C.61 bestanden aus einer mit Stoff bespannten Holzkonstruktion. Die beiden Piloten saßen nebeneinander in einem offenen Cockpit. Hinter ihnen befand sich beim Prototyp das Frachtabteil sowie eine Passagierkabine für sechs Fluggäste. Die Serienflugzeuge erhielten eine auf acht Plätze erweiterte Kabine.
Das Fahrwerk bestand aus zwei Zwillingsrädern unter den Tragflächen und einem Hecksporn. Ein weiteres Rad war unter dem Bug untergebracht, um ein Vornüberkippen des Flugzeugs bei der Landung zu verhindern.
Als Antrieb dienten drei Achtzylinder-V-Motoren von Hispano-Suiza. Die Antriebsleistung des Motors erhöhte sich von 112 kW beim Prototyp auf 134 kW bei den Serienmodellen. Bei einem Teil der Flugzeuge wurden 1924 die äußeren Antriebe gegen Salmson CM.9-Sternmotoren ausgetauscht. Dies ermöglichte die Anhebung des Startgewichts von 3480 kg auf 4830 kg.

## Nutzung
Die C.61 trat in den Dienst einiger französischer Fluggesellschaften. Sechs Maschinen erwarb die Compagnie Franco-Roumaine, um sie ab 1923 auf der Strecke von Belgrad nach Bukarest einzusetzen.

## Technische Daten
| Kenngröße             | Daten                                                     |
| --------------------- | --------------------------------------------------------- |
| Besatzung             | 2                                                         |
| Passagiere            | 8                                                         |
| Länge                 | 14 m                                                      |
| Spannweite            | 24,14 m                                                   |
| Höhe                  | 3,85 m                                                    |
| Flügelfläche          | 104 m²                                                    |
| Leermasse             | 2.200 kg                                                  |
| Startmasse            | 3.480 kg                                                  |
| Höchstgeschwindigkeit | 160 km/h                                                  |
| Dienstgipfelhöhe      | 4.000 m                                                   |
| Reichweite            | 640 km                                                    |
| Triebwerke            | drei 8-Zylinder-V-Motoren Hispano-Suiza 8Ac mit je 134 kW |